# Horsfieldia schlechteri
Horsfieldia schlechteri är en tvåhjärtbladig växtart som beskrevs av Otto Warburg. Horsfieldia schlechteri ingår i släktet Horsfieldia och familjen Myristicaceae. Inga underarter finns listade i Catalogue of Life.